# جبوب (روستا)
 جبوب  به عربی ( الُجبوب )، روستایی است در دهستان کُسْمة از توابع استان رَیمه در کشور یمن در شبه جزیره عربستان. 

## جمعیت
جمعیت آن ( ۶۰ ) نفر (۵ خانوار) می‌باشد.